# フェルビーストの蒸気車

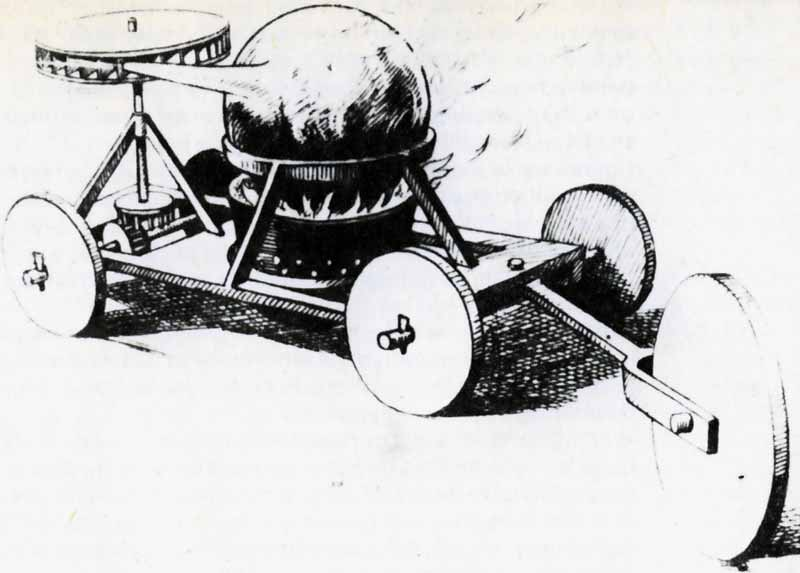
フェルビーストが制作した蒸気自動車のスケッチ

フェルビーストの蒸気車とは、イエズス会の宣教師として清代中国で活動したフェルディナント・フェルビーストが製作した蒸気の力を利用して走行した車両である。人は乗れなかった。

## 概要
全長60センチメートルで人は乗れずそのため操縦もできなかったが、蒸気による動力を載せ自力で推進（自走）しており、その点で自動車（蒸気自動車）に該当し、自動車という考えがまだなかった時代の最も初期の試みの一つとして、自動車の歴史の冒頭に名を連ねている。1665年から1680年の間(特に1670年頃)におこなわれたと考えられている。蒸気車が勝手に動くのを見て驚く中国人を見てフェルビーストは喜んでいたといわれる。
1687年、フェルビーストの著作が中国語からラテン語に翻訳され『アストロノミア・エウロペア』として紹介され、この事実が欧州でも知られるようになった。

## 仕様
蒸気機関は原始的なものだったが、ジョバンニ・ブランカの原理を応用したもので、燃焼部上方にボイラーを置き、ボイラーから噴射される蒸気を、水平に回転する羽根車に当てるタービン式で、最も初期のガスタービンエンジンと言える。羽根車の回転は垂直の軸で下方に伝えられ、車軸上にあるギアで90度回転方向を変えて車軸を回転させ、トラクション(摩擦力による推進)で走行した。四輪とは別に、固定かじとしての車輪がもう一つあり周回が可能で、また1時間ほど連続走行できた。シャーシ部は一枚板で、車輪も一枚板だった。
これは、古代中国の火車からの発想とも考えられている。